# Bandurowe
Bandurowe (ukr. Бандурове, pol. hist. Bundurowo) – wieś na Ukrainie w obwodzie kirowohradzkim, w rejonie ołeksandriwskim.

## Historia
Aż do 1787 roku wieś należała do książąt Lubomirskich, a od 1787 roku – książę Grigorij Potiomkin oddał wieś siostrzenicy Katarzynie Dawydowej

## Dwór
- parterowy drewniany dwór, kryty dachem dwuspadowym, od frontu portyk z czterema kolumnami (po dwie na bokach) podtrzymującymi trójkątny fronton[2].